# Villasrubias
Villasrubias è un comune spagnolo di 360 abitanti situato nella comunità autonoma di Castiglia e León.